# Carl von Treuenfels (Politiker)
Carl Friedrich Georg von Treuenfels (* 12. Juli 1863 in Neuhof bei Wittenburg; † 22. Juni 1931 in Klenz) war ein deutscher Gutsbesitzer, Politiker und Mitglied des Deutschen Reichstags.

## Herkunft
Sein Urgroßvater war der preußische General Wilhelm Karl von Treuenfels. Seine Eltern waren Carl von Treuenfels (* 7. Januar 1818; † 12. November 1894) und dessen Ehefrau Natalia von Alvensleben (* 25. Oktober 1830; † 4. Februar 1906), eine Tochter des Generals Gebhard Karl Ludolf von Alvensleben.

## Leben
Treuenfels besuchte die Realgymnasien in Lübeck und Hannover und die Universitäten Berlin und Leipzig. Von 1885 bis 1886 war er in der Lehre als praktischer Landwirt zu Horst. 1886 übernahm er die Güter Klenz und Klein-Markow R.-A. Neukalen. Er diente als Einjährig-Freiwilliger im Königlich Sächsischen Garde-Reiter-Regiment und wurde wegen eines Ohrenleidens entlassen.
Ab 1886 war er für die Ritterschaft Mitglied des mecklenburgischen Landtages der vereinten Landstände und von 1898 bis 1912 Mitglied des Deutschen Reichstags für den Reichstagswahlkreis Großherzogtum Mecklenburg-Schwerin 6 (Güstrow, Ribnitz) und die Deutschkonservative Partei.

## Familie
Er war zweimal verheiratet. Er heiratete am 24. Juli 1888 auf Helgoland Emmy von Wyszomirski (* 20. November 1859; † 2. März 1908) aus Stettin. Das Paar hatte eine Tochter:
- Gerda (* 14. April 1890; † 5. Juli 1948)

Nach dem Tod seiner ersten Frau heiratete er am 19. Mai 1919 in Alt-Horst Lizzie Schaer (* 29. Februar 1892) aus Hannover.